# Rajinder Singh Sandhu
Rajinder Singh Sandhu (ur. 21 lutego 1945) – ugandyjski hokeista na trawie pochodzenia hinduskiego, uczestnik Letnich Igrzysk Olimpijskich 1972.
Na igrzyskach w Monachium, Singh Sandhu reprezentował swój kraj w ośmiu spotkaniach; były to mecze przeciwko ekipom: Meksyku (4-1 dla Ugandy), Malezji, Francji, Pakistanu (we wszystkich trzech, Uganda przegrała 1-3), Argentyny (0-0), RFN (1-1), Belgii (0-2) i Hiszpanii (2-2). We wszystkich spotkaniach był kapitanem drużyny, a w spotkaniu z reprezentacją Meksyku strzelił swojego jedynego gola na tym turnieju.  Na tych samych igrzyskach wystąpił jego brat Amarjit Singh Sandhu.